# Klice
Klice es un pueblo de Polonia, en Mazovia.  Se encuentra en el distrito (Gmina) de Regimin, perteneciente al condado (Powiat) de Ciechanów. Se encuentra aproximadamente a 5 km al noroeste de Regimin, 14 km al noroeste de Ciechanów, y a 90 km  al norte de Varsovia. 
Entre 1975 y 1998 perteneció al voivodato de Ciechanów.